# 王道 (永樂進士)
王道，浙江永嘉縣人，明朝政治人物，永樂癸未解元，甲申進士。

## 生平
永樂元年（1403年），王道中式浙江鄉試癸未科鄉試第一名舉人。永樂二年（1404年），聯捷甲申科會試，殿試登二甲第二十六名，授翰林院庶吉士。
明成祖命解縉選士，其從進士中選王道入文淵閣。